# Hydrogenophaga flava
Hydrogenophaga flava es una bacteria gramnegativa del género Hydrogenophaga. Fue descrita en el año 1989, es la especie tipo. Su etimología hace referencia a amarillo. Anteriormente conocida como Pseudomonas flava. Es aerobia y móvil por flagelo polar. Tiene un tamaño de 0,3-0,6 μm de ancho por 0,6-5,5 μm de largo. Catalasa y oxidasa positivas. Forma colonias de color amarillento. Se ha aislado de lodos. 